# Список министров образования и науки Украины
Данный список содержит руководителей Министерства образования и науки Украины.
| #     | Портрет                        | Имя                         | Полномочия      | Полномочия      | Действующий глава государства              |
| #     | Портрет                        | Имя                         | Начало          | Окончание       | Действующий глава государства              |
| ----- | ------------------------------ | --------------------------- | --------------- | --------------- | ------------------------------------------ |
| 1     |                                | Иван Зязюн                  | 24 августа 1991 | 12 декабря 1991 | Леонид Кравчук                             |
| 2     |                                | Пётр Таланчук               | 12 декабря 1991 | 18 ноября 1994  | Леонид Кравчук, Леонид Кучма               |
| 3     | Згуровский, Михаил Захарович   | Михаил Згуровский           | 18 ноября 1994  | 14 января 1999  | Леонид Кучма                               |
| 4     |                                | Валентин Зайчук             | 14 января 1999  | 31 декабря 1999 | Леонид Кучма                               |
| 5     |                                | Василий Кремень             | 31 декабря 1999 | 4 февраля 2005  | Леонид Кучма, Виктор Ющенко                |
| 6     | Станислав Николаенко           | Станислав Николаенко        | 4 февраля 2005  | 18 декабря 2007 | Виктор Ющенко                              |
| 7     | Иван Вакарчук                  | Иван Вакарчук               | 18 декабря 2007 | 11 марта 2010   | Виктор Ющенко, Виктор Янукович             |
| 8     | Табачник, Дмитрий Владимирович | Дмитрий Табачник            | 11 марта 2010   | 23 февраля 2014 | Виктор Янукович                            |
| 9     | Квит, Сергей Миронович         | Сергей Миронович Квит       | 27 февраля 2014 | 14 апреля 2016  | Александр Турчинов (и. о.), Пётр Порошенко |
| 10    | Гриневич, Лилия Михайловна     | Лилия Михайловна Гриневич   | 14 апреля 2016  | 29 августа 2019 | Петр Порошенко, Владимир Зеленский         |
| 11    | Анна Новосад                   | Анна Новосад                | 29 августа 2019 | 4 марта 2020    | Владимир Зеленский                         |
| и. о. | Юрий Полюхович                 | Юрий Юрьевич Полюхович      | 10 марта 2020   | 25 марта 2020   | Владимир Зеленский                         |
| и. о. |                                | Мандзий Любомира Степановна | 25 марта 2020   | 25 июня 2020    | Владимир Зеленский                         |
| и. о. |                                | Сергей Николаевич Шкарлет   | 25 июня 2020    | 17 декабря 2020 | Владимир Зеленский                         |
| 12    |                                | Сергей Николаевич Шкарлет   | 17 декабря 2020 | 20 марта 2023   | Владимир Зеленский                         |
| 13    |                                | Оксен Васильевич Лисовой    | 21 марта 2023   | настоящее время | Владимир Зеленский                         |